# Speyeria laura
Speyeria laura är en fjärilsart som beskrevs av Edwards 1879. Speyeria laura ingår i släktet Speyeria och familjen praktfjärilar. Inga underarter finns listade i Catalogue of Life.